# アレクセイ・ミチン

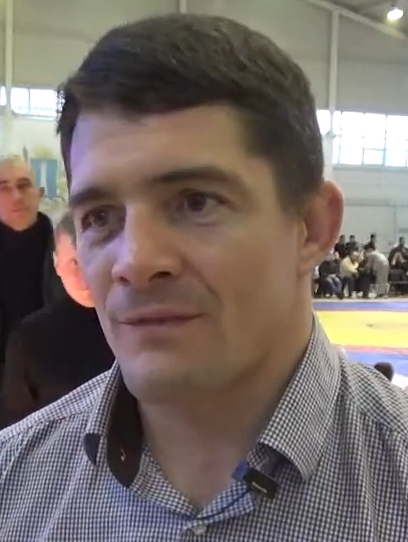

アレクセイ・ミチン（Aleksey Mishin、1979年2月8日 - ）は、ロシアのレスリング選手。2004年アテネオリンピックレスリンググレコローマンスタイル84kg級の金メダリストである。モルドヴィア共和国ルザエフカ出身。

## アテネオリンピック
2004年のアテネオリンピックグレコローマン84kg級決勝でスウェーデンのアラ・アブラハミアンと対戦すると、1-1ながら消極ポイントであるパッシブの数が相手より少なかったとして優勝を飾った。しかしながら、この試合においてロシアレスリング連盟の会長であるミハイル・マミアシビリがルーマニアのレフェリーに何らかの合図を送ったとして、国際レスリング連盟の懲罰委員長だったスウェーデンのペレ・スベンソンに告発された。スベンソンがその違反行為をマミアシビリに問い質すと、｢それ以上言うとお前には死が待ち構えているぞ｣と脅迫したという。なお、後にそのレフェリーが1500万円以上の賄賂を受け取った買収が明らかになったとされている。